# Ligat Nashim
La Ligat Nashim (en hebreo: ליגת נשים‎, lit. Liga de Mujeres) es la principal competición de fútbol femenino de Israel. Se juega desde 1998 y es operada por la Asociación de Fútbol de Israel.

## Formato
La liga está dividida en dos divisiones, la primera denominada Liga Premier (Ligat al) compuesta de nueve equipos, y la segunda categoría (Liga leumit) compuesta por un número variable de equipos, que depende de los requisitos de participación. En 2015 se creó una tercera división.
Entre las temporadas 2007-08 y 2010-11, la liga fue unificada en una división de 12 equipos con un sistema de todos contra todos. Luego se regresó al sistema de dos divisiones en 2011.
Desde 2011, los equipos juegan en todos contra todos y luego una postemporada entre los cuatro mejores equipos. El ganador clasifica a la Liga de Campeones Femenina de la UEFA. Los últimos lugares descienden a la segunda división. En la segunda división, los clubes juegan todos contra todos en cuatro rondas, y los primeros lugares ascienden de categoría.

## Campeones
Ref.
| Temporada | Primera división        | Segunda división           | Tercera división          |
| --------- | ----------------------- | -------------------------- | ------------------------- |
| 1998-99   | Maccabi Haifa           | –                          | –                         |
| 1999-2000 | ASA Tel Aviv University | –                          | –                         |
| 2000-01   | Hapoel Tel Aviv         | –                          | –                         |
| 2001-02   | Maccabi Haifa           | –                          | –                         |
| 2002-03   | Maccabi Holon           | –                          | –                         |
| 2003-04   | No se disputó           | –                          | –                         |
| 2004-05   | Maccabi Holon           | –                          | –                         |
| 2005-06   | Maccabi Holon           | –                          | –                         |
| 2006-07   | Maccabi Holon           | Ironi Bat Yam              | –                         |
| 2007-08   | Maccabi Holon           | –                          | –                         |
| 2008-09   | Maccabi Holon           | –                          | –                         |
| 2009-10   | ASA Tel Aviv University | –                          | –                         |
| 2010-11   | ASA Tel Aviv University | Hapoel Be'er Sheva         | –                         |
| 2011-12   | ASA Tel Aviv University | F.C. Ramat HaSharon        | –                         |
| 2012-13   | ASA Tel Aviv University | F.C. Kiryat Gat            | –                         |
| 2013-14   | ASA Tel Aviv University | Maccabi Tzur Shalom Bialik | –                         |
| 2014-15   | ASA Tel Aviv University | Maccabi Be'er Sheva        | Bnot Meitav Tel Aviv      |
| 2015-16   | F.C. Ramat HaSharon     | Bnot Netanya F.C.          | Bnot Meitav Tel Aviv      |
| 2016-17   | F.C. Kiryat Gat         | Hapoel Ra'anana            | Bnot Ironi Modi'in        |
| 2017-18   | F.C. Kiryat Gat         | Hapoel Be'er Sheva         | Maccabi Bnot Or Avika     |
| 2018-19   | ASA Tel Aviv University | Maccabi Bnot Emek Hefer    | Hapoel Bnot Árabe         |
| 2019-20   | F.C. Ramat HaSharon     | Hapoel Be'er Sheva         | ASA Tel Aviv University B |
| 2020-21   | F.C. Kiryat Gat         | Hapoel Marmorek F.C.       | Hapoel Tel Aviv           |

### Palmarés resumido
| Club                    | Títulos |
| ----------------------- | ------- |
| ASA Tel Aviv University | 8       |
| Maccabi Holon           | 6       |
| Maccabi Haifa           | 2       |
| F.C. Kiryat Gat         | 2       |
| F.C. Ramat HaSharon     | 2       |
| Hapoel Tel Aviv         | 1       |